# 和信集團

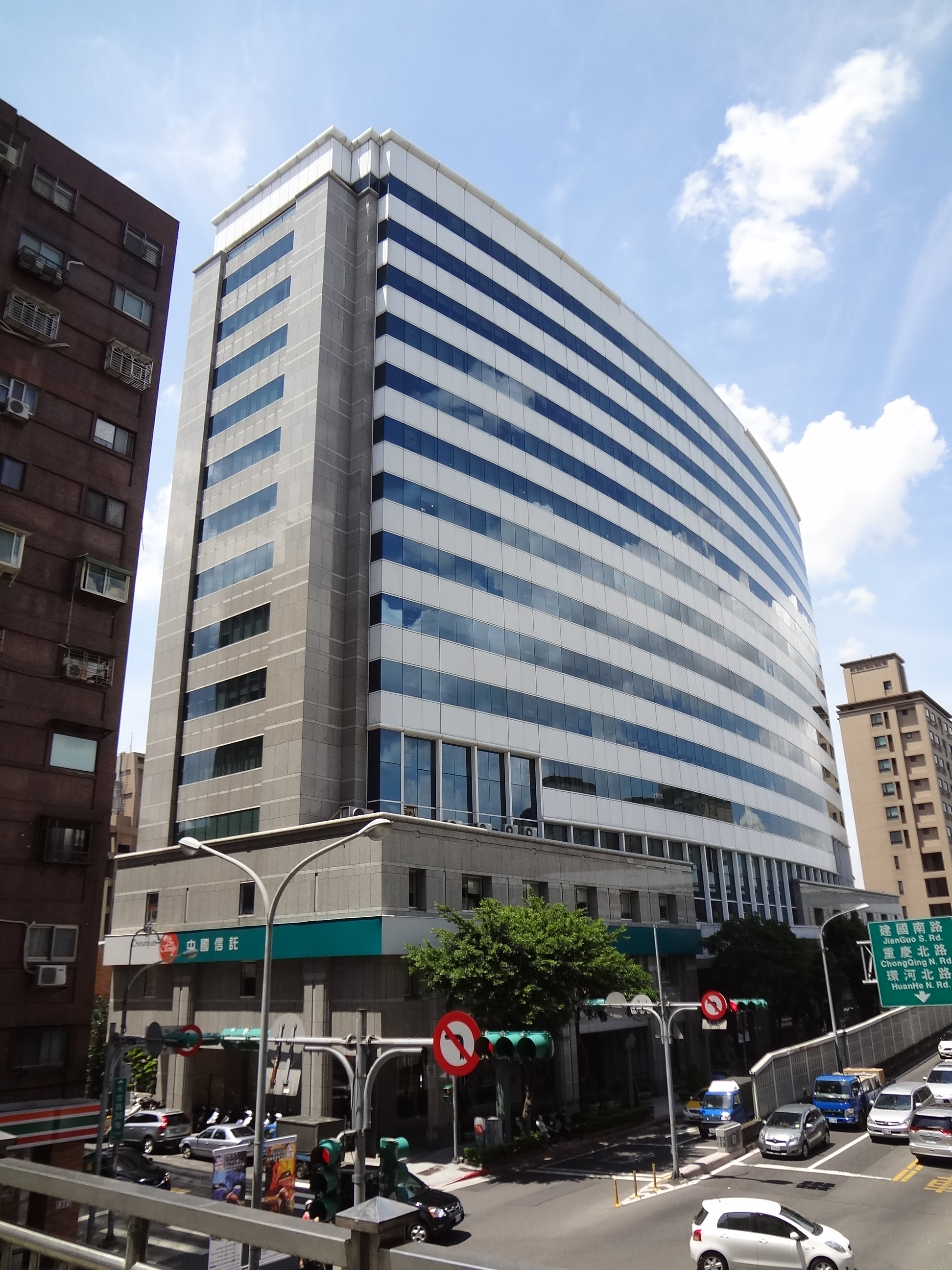
和信集團位於臺北市信義區永吉路的和信永吉大樓

和信集團（又稱和信企業團）是台灣的民營企業集團，由鹿港辜家的辜振甫所創立，其目前最主要的事業體為台灣水泥（簡稱台泥）。2008年6月，《富比士》公佈辜成允的身價淨值為12.5億美元，位居該年台灣的第19名。
現在以中信金控為首的中信集團即源自和信集團，後在2003年從和信集團獨立出去。

## 發展
集團最初以台灣水泥為核心開始發展，在1970年起由於集團內將原先的中華證券投資公司改組為中國信託投資公司（簡稱中信，現為中國信託商業銀行），並成為事業發展的中心，因此開始出現了「中信集團」的名稱。
不過從1989年起，集團開始改使用「和信」的名稱，此名稱取自對聯「謙沖致和，開誠立信」，辜振甫認為此對聯符合現代企業家的精神，因此決定改以「和信」取代原先的「中信」之名。
但在集團內部經營中，同時也逐漸區分為由辜振甫主導以台泥為主的生產事業，以及由其侄辜濂松所主導以中信為主的金融事業兩個次集團。兩個次集團於2001年起開始進行股權移轉與切割，最終於2003年完成分家，分別成為現在的和信集團及中信集團。

### 年表
- 1954年：「台灣水泥」因耕者有其田政策，由國營改為民營，並由辜家接手負責經營。[7]
- 1961年：創立「中信觀光開發公司」（後改名為「中信大飯店」，為「雲朗觀光集團」的前身）。
- 1966年：辜振甫成立「中華投資公司」（後改名為「中國信托投資公司」）。
- 1973年：成立「中國合成橡膠」。
- 1974年：投資並參與「華僑人壽保險」的經營（現在的「凱基人壽」）。
- 1977年：成立「中國租貸」。
- 1980年：成立「迪和」（後與「中國租貸」合併為「中租迪和」）。
- 1984年：接手「大德昌石油化學」（現在的「國喬石化」）。
- 1988年：成立「中信證券」（現在的「凱基證券」）。
- 1988年：成立「松誼企管」。
- 1991年：與中華航空合資成立「華信航空」。
- 1992年：「中國信託投資公司」改制為商業銀行，成為「中國信託商業銀行」。自「華信航空」撤資。
- 1996年：成立「緯來電視網」。
- 1997年：成立「和信電訊」。
- 1998年：成立「和信超媒體」。
- 2001年：辜啟允過世。
- 2002年：成立「中國信託金融控股公司」。
- 2003年：中信金控與和信集團分家：
  - 和信集團由辜振甫家族主導，以生產事業為主，旗下公司包括：台灣水泥、中國合成橡膠、凱基人壽、福聚、和平電廠、中信大飯店等。
  - 中信金控集團由辜濂松家族主導，以金融事業為主，旗下公司包括：中國信託金控、中租迪和、國喬石化、台灣慧智、緯來電視網、台灣全錄、聯廣、捷和建設等。
- 2005年：辜振甫過世。
- 2006年：出售福聚股權，退出福聚之經營。
- 2010年：和信電訊併入遠傳電信。
- 2017年：辜成允過世。

## 關係企業
| | |
| 和信集團 - 台灣水泥（臺證所：1101） - 萬青水泥 - 鳳勝實業 - 東成石礦 - 達和彰北環保 - 達和大豐環保 - 台灣通運倉儲 - 台灣士敏工程企業 - 信昌化學工業（臺證所：4725） - 達和航運 - 和平電力 - 台泥資訊 - 台泥化學工業 - 能元科技 - 國際中橡投資控股（臺證所：2104） - 美國大陸碳黑公司 - 首能科技 - 光和建設開發 - 光和耐火工業 - 達和環保服務 - 達和廢棄物清除公司 - 達和清宇公司 - 上水公司 - 達和技術服務公司 - 和平工業區專用港實業 - 台泥國際集團（港交所：1136、現已退出香港股市） - 雲朗觀光集團 | 中信金控集團（已經分家） 中信集團 - 中國信託金融控股公司（臺證所：2891） - 中國信託商業銀行 - 中國信託綜合證券 - 中國信託資產管理 - 中國信託資融 - 中國信託創業投資 - 中國信託育樂 - 中信兄弟 - 新北中信特攻 - 中信飛牡蠣 - 台灣人壽 - 台灣彩券 - 中國信託投信 - 中信保全 - 中國信託慈善基金會 - 中國信託反毒教育基金會 - 中國信託文教基金會 - 中信金融管理學院 - 中信科技大學 凱基集團 - 凱基金融控股公司（臺證所：2883） - 凱基證券 - 凱基銀行 - 凱基人壽（臺證所：2823） - 中華開發資本 - 凱基資產管理 - 凱基投信 - 中華開發文教基金會 - 國喬石化（臺證所：1312） - 緯來電視網 - 中捷公寓大廈管理維護 - 中騰保全 中租迪和集團（臺證所：5871） - 瀚智集團（港交所：0516、現已退出香港股市） - 中信房屋 |

## 其他事業體
- 瀚智集團（港交所：0516、現已退出香港股市）
  - 中信房屋
- 財團法人辜公亮文教基金會
- 醫療財團法人辜公亮基金會
- 新舞臺
- 財團法人辜嚴倬雲植物保種暨環境保護發展基金會（下設辜嚴倬雲植物保種中心）

## 過往事業
- 華信航空
- 中信鯨
- 中信大飯店
- 和信電訊
- 緯來獵人